# Double action

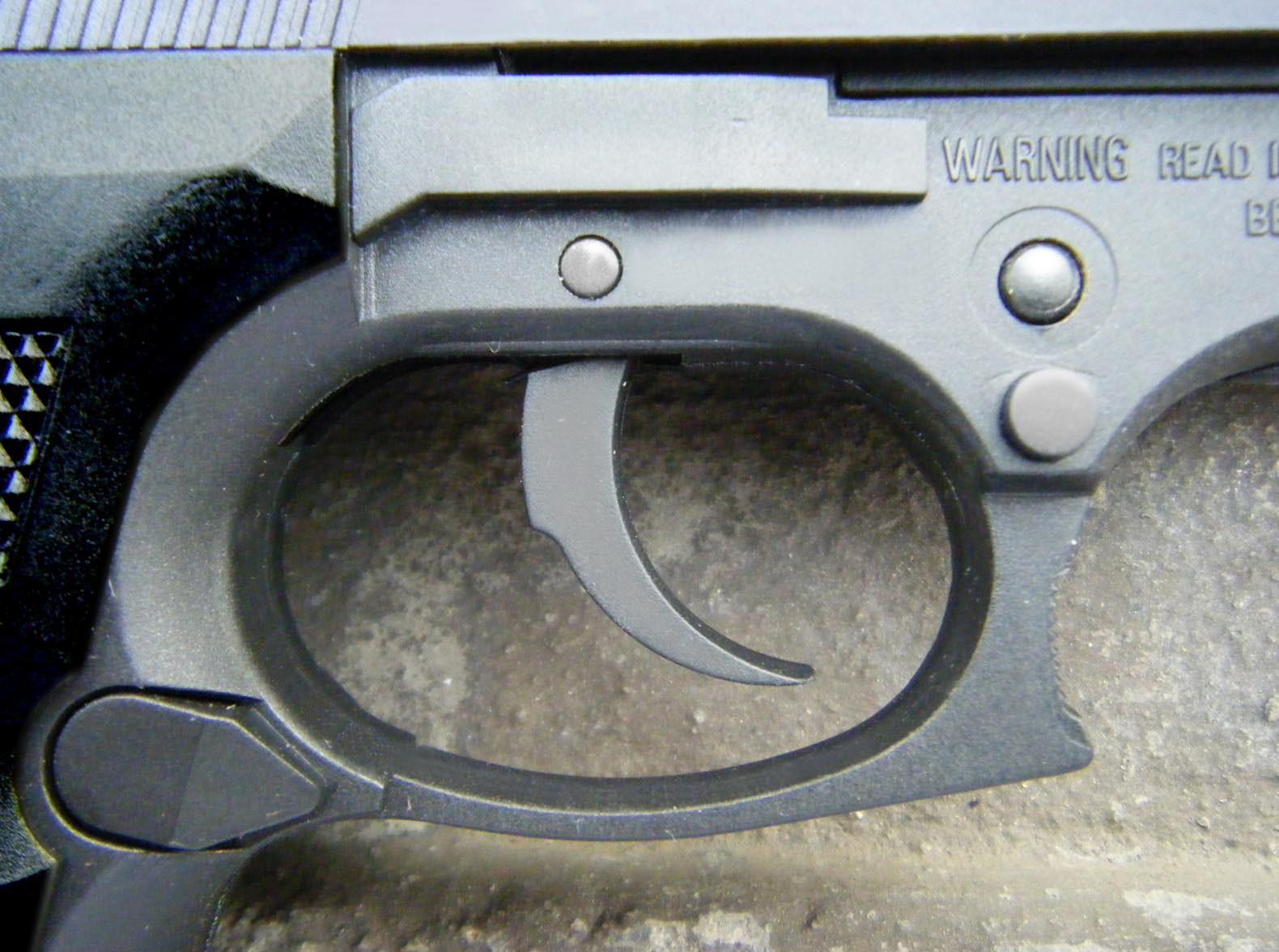
Trekker

Double action of zelfspanning is een werkingsprincipe van de trekker van een vuurwapen. 
Een vuurwapen wordt afgevuurd doordat de hamer de slagpin tegen het slaghoedje van een patroon slaat. De slagkracht krijgt de hamer van een veer. Door deze veer te spannen en te blokkeren, is het wapen klaar om te vuren. Afvuren van een vuurwapen gebeurt door de blokkering van de hamer te verwijderen met een trekkerbeweging.
Wanneer de hamer met de hand gespannen dient te worden en de trekker alleen gebruikt kan worden om de blokkering van een gespannen hamer op te heffen, spreekt men van een single-actionwapen. Als men de trekker van een wapen zowel kan gebruiken om de hamer te spannen als om af te vuren, spreekt men van een zelfspanner, double-actionwapen of continu wapen. 
Een van de voordelen van double-action is dat de gebruiker het wapen geladen kan vervoeren zonder dat de kans groot is dat het wapen per ongeluk afgaat omdat de slagpin niet onder druk is van een veer. Zodra de gebruiker het wapen wil vuren hoeft hij alleen de trekker over te halen en hoeft hij niet het wapen van 'veilig' naar 'vuur' te schakelen of het wapen eerst te laden, wat vaak het geval is bij single-action wapens.
Het spannen van een double-actionwapen door middel van een trekkerbeweging kost meer kracht en een langere trekkerbeweging dan bij een single-actionwapen. Hierdoor is een schot afgevuurd met een double-actiontrekker vaak onnauwkeuriger. Het voordeel van een single-actionwapen ligt in het feit dat men slechts een kleine en lichte trekkerbeweging hoeft te maken om het wapen af te vuren. Hierdoor kan men een accurater schot lossen dan met een double-actionwapen. Men kan een double-actionwapen vaak ook single action bedienen door handmatig de hamer in gespannen positie te brengen. Bij veel automatische wapens is het ook mogelijk om de eerste keer double-action te vuren en het tweede schot daarna gelijk met een kortere en lichtere singe-action te vuren.